# デミー・デ・ゼーウ
デミー・パトリック・レネ・デ・ゼーウ（Demy Patrick René de Zeeuw, 1983年5月26日 - ）は、オランダ・アペルドールン出身の元同国代表サッカー選手。現役時代のポジションはミッドフィールダー。

## 経歴

### クラブ
地元のクラブ、AGOVVアペルドールンでのプレーがゴー・アヘッドの目に留まり引き抜かれた。2005年、AZアルクマールに移籍した。AZでは4シーズンで119試合に出場し15ゴールをマーク。2009-10シーズンのエールディヴィジ制覇にも貢献した。2009年7月、移籍金推定750万ユーロでアヤックス・アムステルダムへ移籍。2009-10シーズンはアヤックスのキープレイヤーとして活躍をした。しかし翌年にはベンチを暖める日々が続いたため、夏の移籍を希望。2011年7月6日、ロシア・プレミアリーグの強豪FCスパルタク・モスクワへ移籍することがスパルタクのウェブサイト上で発表された。移籍金はGoal.comで600万ユーロ、UEFA.comで700万ユーロ と伝えられた。スパルタクで指揮を執ったヴァレリー・カルピンやウナイ・エメリの下では度々起用されたが、本来のパフォーマンスを発揮できず、2013年1月下旬にベルギーのRSCアンデルレヒトへレンタル移籍をした。これに先立ちスパルタク監督のカルピンはインタビューで「デ・ゼーウは近年の移籍の中で最悪だった」と述べた。デ・ゼーウはオランダ記者とのインタビューで「新しい国に容易に適応できると思ったが、ロシアでは落ち着くことが出来なかった。文化やサッカーや航空便の多さ....ロシアを離れる事が出来て安心している」と述べた。
2015年2月7日、NACブレダに加入した。シーズン終了を以て同クラブを退団すると無所属となり、2016年10月に現役引退を表明した。

### 代表
2006年のUEFA U-21欧州選手権にオランダ代表として出場。オランダの優勝に貢献する。そして2007年3月28日のEURO2008予選・スロベニア戦でA代表デビュー。EURO本大会にも選出され、グループリーグ第3戦のルーマニア戦に先発出場した。

## 人物
2013年、同郷のグレゴリー・ファン・デル・ヴィールやエルイェロ・エリアと共にファッションブランド「BALR.」を立ち上げている。

## 代表歴

### 出場大会
- オランダ代表
  - 2010 FIFAワールドカップ

### 試合数
- 国際Aマッチ 27試合 0得点（2007年-2010年）[10]

| オランダ代表 | 国際Aマッチ | 国際Aマッチ |
| 年           | 出場        | 得点        |
| ------------ | ----------- | ----------- |
| 2007         | 10          | 0           |
| 2008         | 10          | 0           |
| 2009         | 3           | 0           |
| 2010         | 4           | 0           |
| 通算         | 27          | 0           |

## タイトル

### クラブ
AZ
- エールディヴィジ : 2008-09

アヤックス
- エールディヴィジ : 2010-11
- KNVBカップ : 2009-10

アンデルレヒト
- ジュピラー・プロ・リーグ : 2012-13

### 代表
- UEFA U-21欧州選手権 : 2006